# Ulica ks. Ignacego Kłopotowskiego w Warszawie

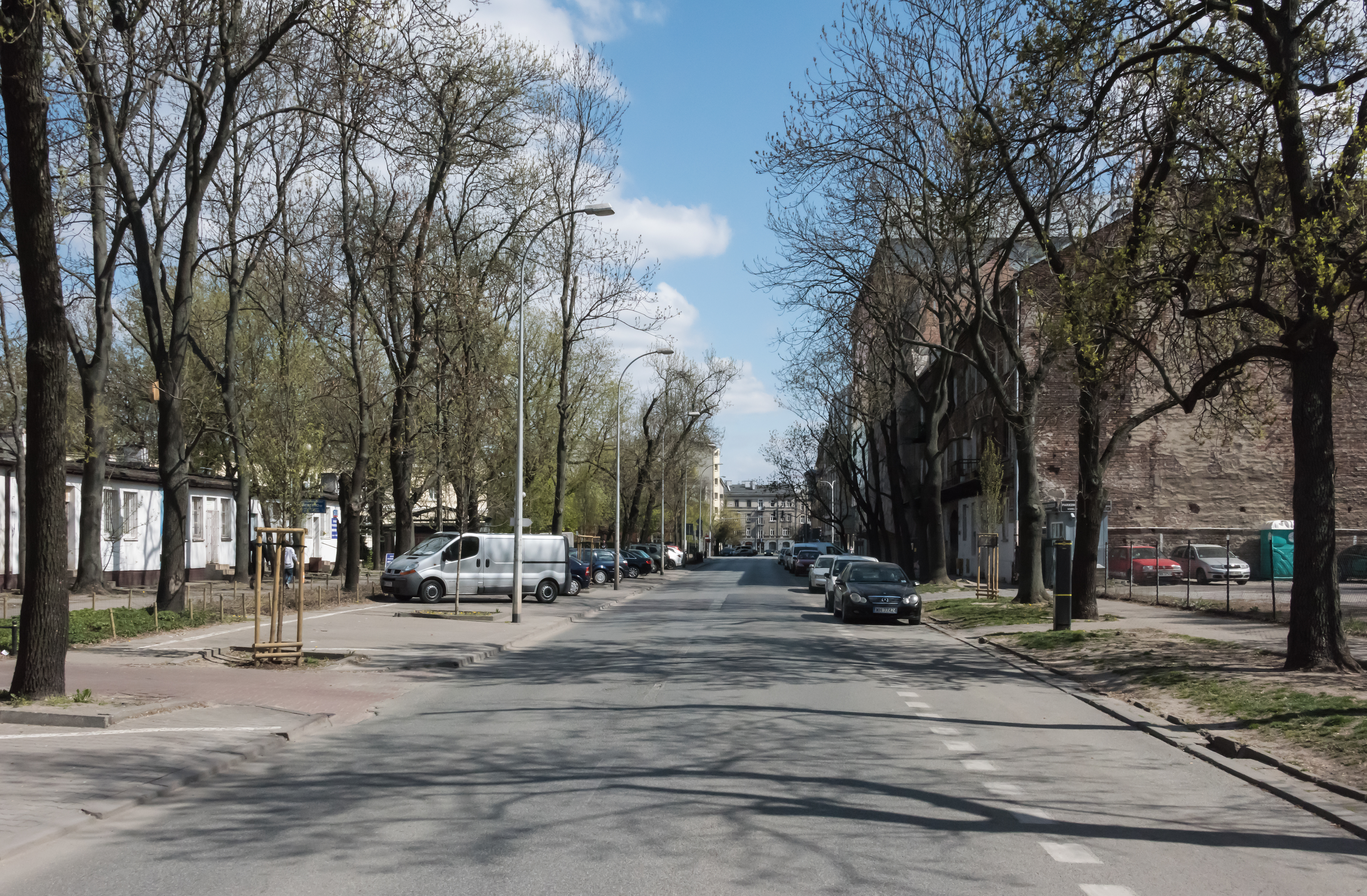
Ulica widziana ze skrzyżowania z ul. Sierakowskiego

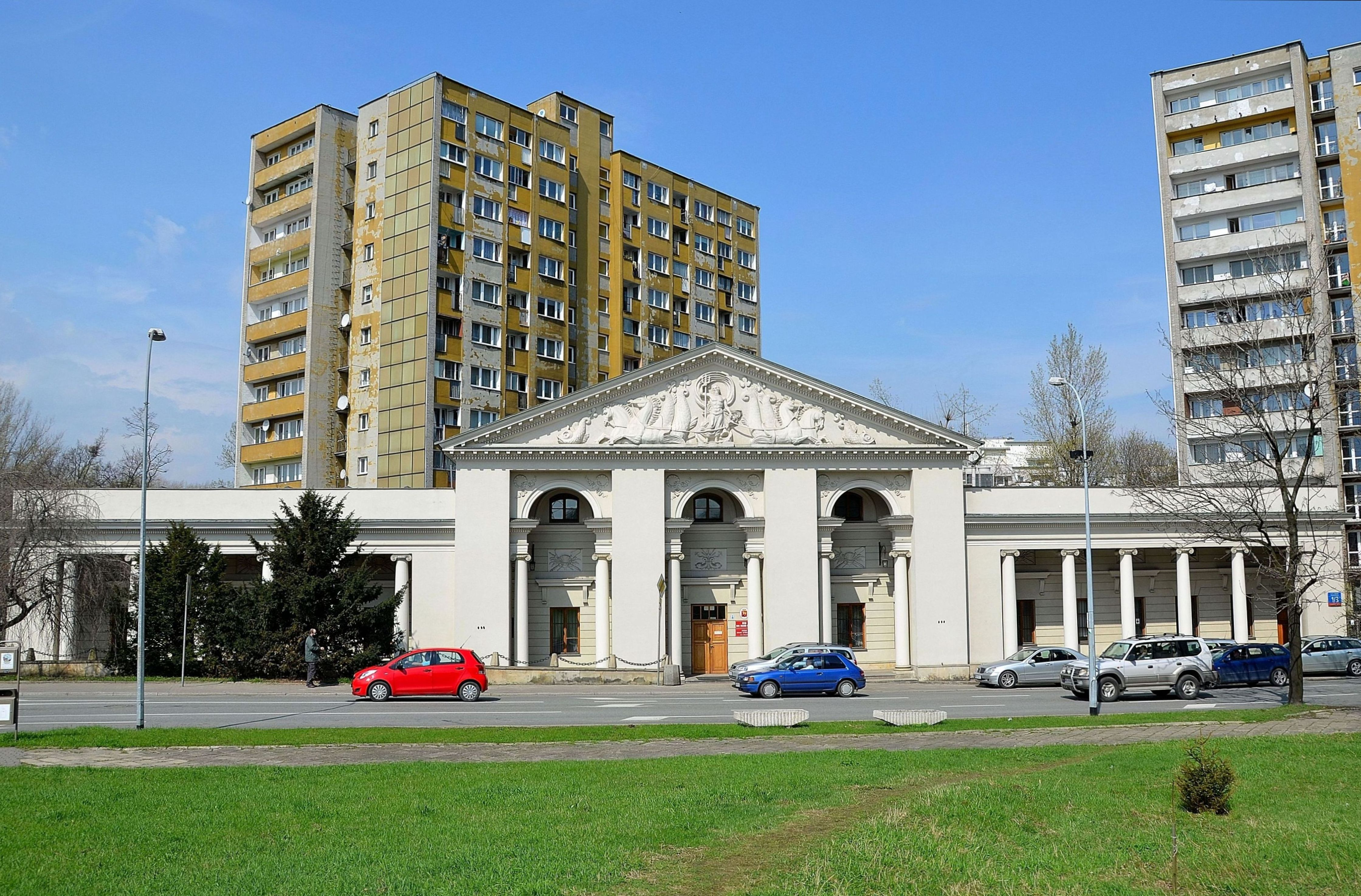
Budynek dawnej Komory Wodnej

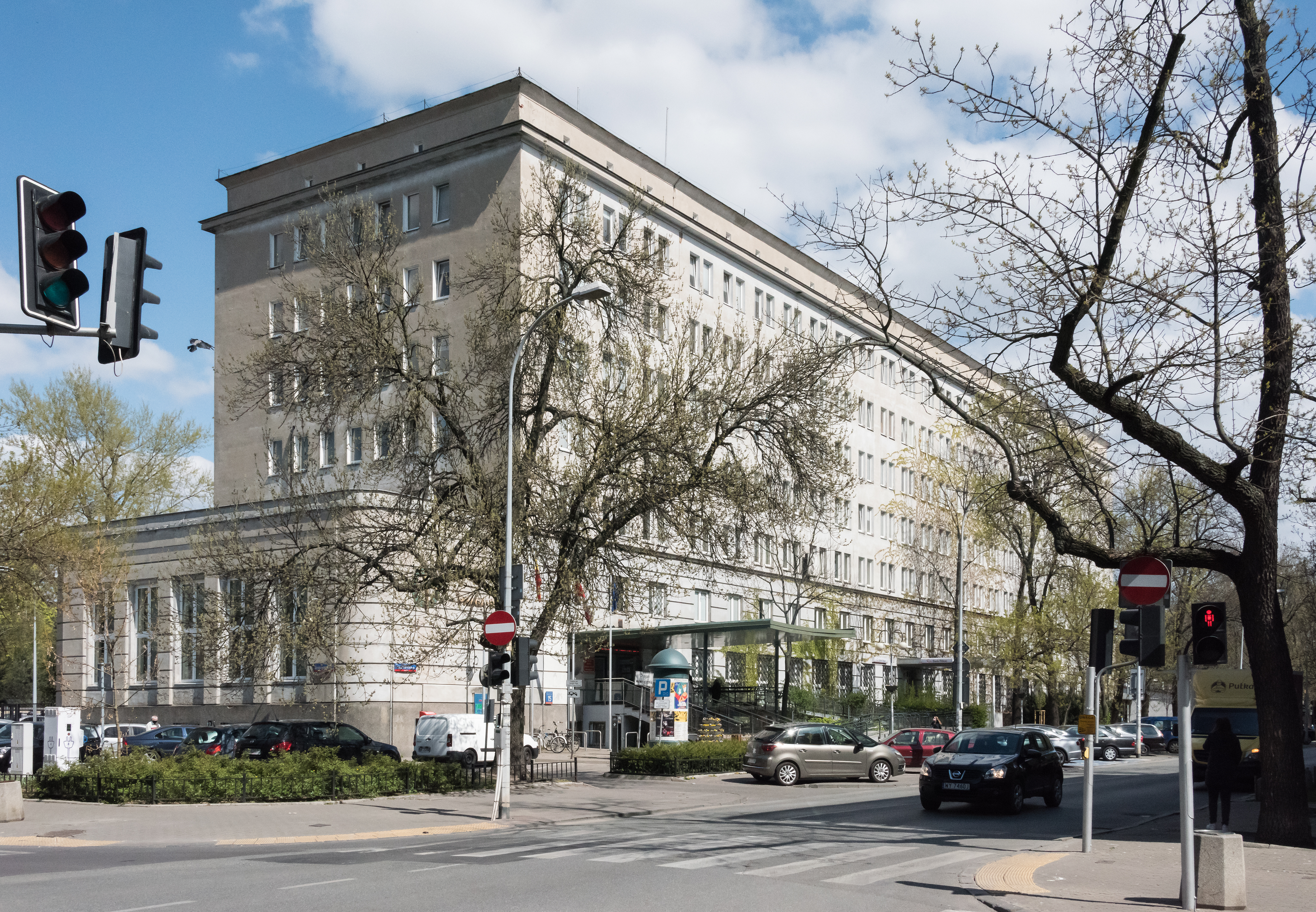
Urząd Dzielnicy Praga-Północ (nr 15)

Ulica ks. Ignacego Kłopotowskiego – ulica w dzielnicy Praga-Północ w Warszawie.

## Historia
Ulica w tym miejscu pojawiła się po raz pierwszy na planie geometry Macieja Deutscha z roku 1765, jako wąska droga biegnąca od ulicy Targowej do ul. Senatorskiej (obecnie Sierakowskiego). Kilka lat później ulicę przedłużono do Wisły; była w tym czasie zabudowana 13 domami drewnianymi, niewielką kamieniczką, małym domkiem, browarem i spichrzem. Dopełnieniem tego krajobrazu była drewniana altana od strony łyżwowego mostu Ponińskiego przy ulicy Brukowanej (współcześnie Okrzei), należąca do spadkobierców budowniczego mostu, Adama Ponińskiego.
Plan pruski wykonany tuż po Rzezi Pragi pozwala stwierdzić, że część zabudowy zlokalizowana w okolicy ul. Targowej przetrwała wydarzenia roku 1794.
Główną rolę pełniła ówcześnie stanowiąca dojazd do mostu ul. Brukowana; przy dzisiejszej ul. Kłopotowskiego, wtedy Brukowej, znajdowały się głównie drewniane zabudowania położone na zapleczu jej zabudowań.
W latach 1806−1809 z rozkazu cesarza Napoleona I Bonapartego w związku z budową fortyfikacji wyburzono większość zabudowań dzielnicy; ulica Brukowa ocalała tylko na odcinku przylegającym do Wisły, utraciła jednak całą zabudowę mieszkalną. W związku z budową fortyfikacji za linią dzisiejszej ul. Sierakowskiego bieg ulicy odchylono nieco na zachód, wznosząc na jej osi silnie umocniony nowy most łyżwowy. Po południowej stronie ulicy wzniesiono długie pawilony koszarowe poprzedzone obszernym placem musztry; przeciwną stronę zajęły zabudowania służące odpowiedzialnym za most pontonierom. Wśród nich wyróżniał się parterowy dom kryty dachówką, stojący tuż przy moście frontem do Wisły; później, w roku 1819 mieścił się w nim lazaret wojskowy.
Po roku 1815 umocnienia napoleońskie zlikwidowano; pięć lat później na osi dzisiejszej ulicy wytyczono idealnie prostą drogę.
W latach 1824−1825 po północnej stronie przyczółka mostu wzniesiono według proj. Antonia Corazziego Komorę Wodną – miejsce poboru opłat za przejazd przez most. Jego odpowiednikiem na lewym brzegu Wisły był budynek łazienek Teodozji Majewskiej przy ulicy Bednarskiej 2/4. W 1836 przy skrzyżowaniu z ul. Petersburską (obecnie Jagiellońską) zakończono budowę Synagogi Praskiej zaprojektowanej przez Józefa Lessela.
Po otwarciu mostu Kierbedzia w roku 1864 ulice Pragi uregulowano; po dziesięciu latach od tego wydarzenia Brukowej nadano miano przeniesione z sąsiedniej ul. Jagiellońskiej, nadające jej nazwę Szeroka.
Pomiędzy ulicami Szeroką, Panieńską, Brukowaną (Okrzei) i brzegiem Wisły utworzono plac Mikołajewski, zwany także później placem Aleksandrowskim.
W roku 1867 od strony Wisły usypano wał chroniący przed jej wylewami; w okresie 1868-69 wybudowano przy nim gmach Zakładu Wodociągów Praskich projektowany przez Zygmunta Kiślańskiego i Edwarda Cichockiego.
Gmach mieszczący maszynę parową, wodozbiór i pompownię otrzymał formę nakrytej kopułą ceglanej rotundy, do której od zachodu dostawiono smukłą czterokondygnacyjną wieżę ciśnień zwieńczoną tarasem.
Zaprojektowany przez inż. Alfonsa Grotowskiego Zakład Wodociągów Praskich obsługiwał jedynie 33 budynki, głównie użyteczności publicznej i wojskowe; po roku 1889 zastąpił go system wodociągów warszawskich zaprojektowanych i zbudowanych przez brytyjskiego inżyniera Williama Lindleya.
Obsadzony drzewami Plac Mikołajewski ozdobiła fontanna, jednak nigdy nie otrzymał on zwartej, uporządkowanej zabudowy.
W roku 1869 przebudowano Komorę Wodną; połączyło się to z rozebraniem zachodniego skrzydła budynku. Na jego tyłach rozbudowano zespół carskich magazynów wojskowych, zaś sam budynek dawnej Komory Wodnej służył w tym okresie jako dom mieszkalny pracowników Zakładu Wodociągu Praskiego.
Pomiędzy Wisłą a obecną ulicą Sierakowskiego w tym okresie istniała głównie parterowa zabudowa; dopiero krótko przed rokiem 1900 powstała pod nr. 6 pierwsza trzypiętrowa kamienica Józefa Markowskiego.
Znacznie intensywniej zabudowywano odcinek Szerokiej pomiędzy dzisiejszymi ulicami Sierakowskiego i Jagiellońską; w latach osiemdziesiątych i dziewięćdziesiątych XIX wieku powstał zwarty ciąg zabudowy w pierzei parzystej. Krótko przed rokiem 1900 powstały trzypiętrowe kamienice w rejonie ul. Targowej; około roku 1906 wzniesiono wspaniały secesyjny dom o trzech frontach: od strony Szerokiej, Targowej i Brukowanej (dziś: Okrzei).
Przed rokiem 1914 pod nr. 31 wybudowano według projektu Nauma Hornsteina budynek mykwy (żydowskiej łaźni rytualnej). Zachowany do dziś budynek mykwy jest jedynym tego typu obiektem w mieście.
Historyczne znaczenie w skali całej Warszawy miało wzniesienie w latach 1903-4 pierwszego miejskiego Zespołu Szkół Powszechnych nr. 49 i 51 pod nr. 17; budynek zaprojektował Apoloniusz Nieniewski, budowę zaś ukończył Henryk Julian Gay, który nieco zmodyfikował projekt poprzednika. Inną placówką o charakterze edukacyjnym przy Szerokiej było IV Gimnazjum Męskie im. gen. Jasińskiego działające w latach 1921–1934 w wynajętej kamienicy pod nr 5.
Przed rokiem 1914 przy ulicy pojawiło się kilka sporych zakładów przemysłowych: pod nr. 22/24 działała Manufaktura Pończoszniczo-Trykotowa M.S. Gorbowa zatrudniająca w roku 1905 500 osób. W części zabudowań jeszcze przed rokiem 1914 ulokowała się piekarnia Praski Młyn Parowy Mieczysława Rubinsteina, przejęta w roku 1930 przez Przetwórczą Spółdzielnię Pracy „Warmłyn” z ul. Białostockiej.
Innymi istotnymi przedsiębiorstwami były Warszawska Fabryka Koronek i Tiulu Maurycego Salzmana pod nr 18 oraz Fabryka Maszyn i Kamieni Młyńskich Oskara Hartwiga i Gustawa Łęgiewskiego pod nr. 11. Sam budynek pod nr 11 powstał w 1910 roku, a znajdująca się w nim fabryka była jedną z najlepszych tego typu w Polsce. Surowiec do produkcji kamieni sprowadzano aż z Francji, z Laferte k. Nancy. Fabryka znana była w całym kraju i słynęła z doskonałych produktów.
Na początku lat dwudziestych XX wieku stowarzyszenie Auxilium Academicum Judae wybudowało ogromny narożny gmach akademicki, Dom Studentów-Żydów, przypisany dziś numeracji ul. Sierakowskiego; po przeciwnej stronie tej ulicy budynki dawnej Warszawskiej Fabryki Koronek i Tiulu przejęły i rozbudowały siostry zakonne ze zgromadzenia Benedyktynek-Loretanek.
Wielkie gmachy dla ogólnego użytku zapoczątkowały przeobrażenie ulicy; w latach trzydziestych XX wieku Szeroka zaczęła doganiać ulice z lewego brzegu Wisły. Wznoszone ówcześnie przy jej początkowym odcinku kamienice wyróżniały się stosunkowo starannym i kosztownym wykończeniem. Do wybuchu wojny w roku 1939 kilka placów zostało niezabudowanych, część z nich po roku 1945 zagospodarowano jako zieleńce, ostatni zajął PDT Praga, przemianowany następnie na Rainbow Center. Obecnie w budynku mieści się II Urząd Skarbowy Warszawa-Śródmieście oraz Urząd Skarbowy Warszawa-Praga.
W roku 1939 podczas bombardowań uległ zniszczeniu gmach szkół powszechnych pod nr. 17, a liczne domy zostały uszkodzone. W czasie wojny zniszczeniu uległa zabudowa na odcinku od ul. Wybrzeże Szczecińskie, natomiast ocalała zabudowa bliżej ulicy Targowej.
Większe zniszczenia przyniósł okres powojenny: w roku 1955 rozebrano bezcenny budynek synagogi; w latach siedemdziesiątych - kilka kamienic, dawne budynki młyna i magazynów wojskowych. Równolegle znacjonalizowane kamienice zostały silnie zdewastowane, zniszczono ich fasady, nierzadko usuwając tynki. W okresie powojennym renowacji poddano jedynie kilka kamienic i budynek Komory Wodnej, równocześnie budując naprzeciwko, na dawnym Placu Aleksandrowskim, jeden z bloków osiedla „Panieńska” (według projektu m Teresy Tyszyńskiej i Gabriela Rekwirowicza), niszcząc tym samym starannie zaplanowane wnętrze urbanistyczne.
W marcu 1949 ulicy nadano nazwę Karola Wójcika, którą zmieniono na obecną w styczniu 1991. Na miejscu zniszczonego zespołu szkół powszechnych w 1950 roku wzniesiono budynek, w którym współcześnie ma siedzibę Urząd Dzielnicy Praga-Północ. 
Nie istnieją już dwa najciekawsze architektonicznie obiekty z okresu powojennego, tj. kino Praha z roku 1948, dzieło architektów Jana Bogusławskiego oraz Józefa Łowińskiego, zastąpiono nowoczesnym budynkiem Centrum Praha o tej samej funkcji. Z kolei budynek PDT Praga z roku 1952, projektu Wiktora Espenhau i Juliusza Dumnickiego, w 1997 przebudowano na wymalowany w tęczowe kolory biurowiec.
Od marca 2009 przy wejściu do Domu Generalnego Sióstr Loretanek (nr 18) działa okno życia.

## Ważniejsze obiekty
- Budynek dawnej Komory Wodnej
- Osiedle Panieńska
- Pomnik Praskiej Kapeli Podwórkowej
- Domu Generalnego Sióstr Loretanek
- Budynek mykwy

## Obiekty nieistniejące
- Synagoga Praska
- kino Praha